# Erkna fyr
Das Erkna fyr ist ein Leuchtfeuer auf der westnorwegischen Insel Erkna, die zur Gemeinde Giske im Fylke Møre og Romsdal gehört.
Die Insel Erkna befindet sich westlich der Insel Vigra in der Nähe der Stadt Ålesund.